# Карантунић
Карантунић је мало ненасељено острво у хрватском делу Јадранског мора.
Острво се налази прекопута рта Сухи рт на острву Угљану. Површина острва износи 0,029 км². Дужина обалске линије је 0,64 км..
На јужној обали острва се налази светионик.